# EW51
EW51 (польск.) – польский электропоезд постоянного тока, производившийся c 1936 по 1938 год  Вагонным Заводом «Lilpop, Rau i Loewenstein» (моторный головной вагон) в Варшаве, «H.Cegielski S.A.» (прицепной головной вагон и прицепной промежуточный вагон) «Zieleniewski, Fitzner & Gamper» (прицепной головной вагон и прицепной промежуточный вагон) 
Всего было произведено 76 экземпляров.

## История создания и выпуска
Спроектированный для региональных перевозок EW51 были первыми электропоездами, построенными в Польше.